# Liste der Geotope in Erfurt
In Erfurt gab es im Juni 2024 insgesamt 44 erfasste Geotope.

## Geotope

### Gesteine
| ID     | Bild | Bezeichnung                                                 | Art | Stratigraphie                       | Beschreibung | Gemeinde | Lage |
| ------ | ---- | ----------------------------------------------------------- | --- | ----------------------------------- | --- | -------- | ---- |
| EF_266 |      | Aufschluss Keuper am Petersberg                             | Bunte Mergel (kmGOB): rote und graue Mergelsteine mit 2 lichtgrünen, feinkörnigen Sandsteinbänkchen sowie Gipsresiduen und Steinmergelbänken im Hangendteil der Schichtstufe. Abnahme der roten Farben zugunsten der grauen zum Hangende hin.                  | Schwellenburg-Mergel (Bunte Mergel) | Der Petersberg besteht aus tonig-siltigen sowie sandigen Sedimenten des Mittleren Keupers, die vor 220 bis 230 Millionen Jahren im „Germanischen Becken“ abgelagert wurden. Mitteleuropa lag auf einem Breitengrad wie heute z. B. Syrien oder Irak. Das Klima war subtropisch und mehr oder weniger arid. In den z. T. abflusslosen Wüstenseen wurden neben tonigen und siltigen Sedimenten auch Gips abgelagert. Petersberg und Domberg sind geologische Bruchschollen innerhalb der Erfurter Störungszone. Die das Stadtbild prägende Gestalt des Petersbergs geht aber nicht nur auf seine Lage in der Erfurter Störungszone, sondern auch auf den hier anstehenden Schilfsandstein des Mittleren Keupers zurück, der gegen Verwitterung und Abtragung relativ widerstandsfähig ist. Dolomitbänke der Lehrbergschicht sind beim Wegweiser zum „Denkmal des unbekannten Wehrmachtsdeserteurs“ und an der schadhaften Festungsmauer im Bereich dieses Denkmals zu sehen. Aufgeschlossene Schichten in der Wand des Geotops sind die über der Lehrbergschicht folgenden Schwellenburg-Mergel. Es sind rote bis rotbraune, siltige Ton- und Tonmergelsteine, die mit grüngrauen, siltig-feinsandigen Lagen abwechseln. Die grüngrauen Lagen bestanden ursprünglich aus Gips, der mittlerweile durch Grund- und Sickerwasser aufgelöst wurde. Charakteristisch sind einige Millimeter große, weiße Quarzkörner, die als Salinarquarze im Gips eingelagert waren und nun im Lösungsrückstand angereichert sind. Über den Schwellenburg-Mergeln stehen im Geotop Fließerden, sandige Kiese, sowie Lösse/Lösslehme an. Diese quartären Sedimente wurden durch Bodenfließen (Solifluktion) während der Eiszeit z. T. mit den Gesteinen des Keupers vermengt. Ebenfalls auf Bodenfließen gehen die auffälligen Mächtigkeitsänderungen der einzelnen Keuperschichten zurück. Die im obersten Profilabschnitt sichtbare Kieslage mit Schlackenresten ist eine historische Weg- oder Flächenbefestigung gewesen. Auch die darüber folgenden Lockergesteine sind künstliche Aufschüttungen | Erfurt   | Lage |
| EF_265 |      | Aufschlüsse des Gipskeupers an der Schwellenburg            | Heldburggips: grobkristalline Gipse m. dünnen Lagen v. Mergelst. u. Fasergips; Bunte Mergel: rot/graue Mergelst. mit 2 grünen feinkörnigen Sandsteinbänkchen sowie Gipsresiduen u. Steinmergelbänken; Lehrbergschicht: 2 hellgraue, poröse Steinmergelbänkchen | Oberer Gipskeuper                   | Die Schwellenburg ist ein schildförmiger Hügel, der die ackerbaulich genutzte Umgebung um etwa 50 bis 70 m überragt. Sie gehört zu einer Reihe von Hügeln, die sich über 5 km parallel zum Nordostrand der Fahner Höhe erstrecken und eines der wenigen Vorkommen des Heldurggipses im Thüringer Becken ist. Der heute im Topbereich der Schwellenburg in Resten anstehende Heldurggips war in historischer Zeit als Rohstoff abgebaut und im nahegelegenen Elxleben gebrannt worden. Im Verlauf des steil aus Richtung Kühnhausen ansteigenden Hauptzuganges zur Schwellenburg sind die Liegendschichten des Heldburggipses aufgeschlossen. Es handelt sich um rote und graue bis graugrüne Mergelsteine mit drei markant herausgewitterten 30 bis 50 cm mächtigen Gipsbänken, die von geringmächtigen hellgrauen Steinmergeln unterlagert sind (kmGOB). Die Vielzahl kleiner, grasbewachsener Hügel auf der flach nach Osten abfallenden Schwellenburg sind Abraumhalden. Der naturschutzfachliche Wert der Schwellenburg beruht auf der hier als Relikt der Eiszeit anzutreffenden Steppenvegetation. Süd- und Nordabhang der Schwellenburg sind in historischer Zeit für den Weinanbau größtenteils terrassiert worden. | Erfurt   | Lage |
| EF_275 |      | Blosenburg/Wiesenhügel                                      | Wechsellagerung von Tonsteinen, dolomitischen Mergelsteinen und Dolomitsteinen (dünnplattig bis -bankig, verschiedenfarbig grau und violett bis rot). Gips bzw. Anhydrit dürften weitestgehend ausgelaugt sein.                                                | Trias                               | Die „Blosenburg“ im Bereich des gleichnamigen Geschützten Landschaftsbestandteiles (GLB) ist ein archäologisch bekanntes Bodendenkmal mit zwei nachgewiesenen Wallanlagen einer in frühgeschichtlicher Zeit genutzten Fliehburg. Morphologisch handelt es sich um einen Bergsporn am nordöstlichen Randbereich des Steigersattels im Verbreitungsgebiet des Unteren Gipskeupers. Ein geologischer Aufschluss ist nicht vorhanden. Die Trockenrasenvegetation im Bereich der ehem. Wallanlage grenzt durchgehend an Wege, heckenbestandene und bebaute Flächen. Etwa auf Höhe der ersten Wallanlage sind kleinste Areale vegetationsfrei. Die hier zu beobachtende Bodenbildung auf der stark verwitterten Schichtenfolge des Unteren Gipskeupers ist für das Geotop unbedeutend. Die Unterschutzstellung erfolgte als kulturhistorisches Bodendenkmal sowie als Biotop (Kalkmagerrasen). | Erfurt   | Lage |
| EF_245 |      | Drosselberg/Katzenberg                                      | Tonsteine, dolomitisch – kalkig (Mergel), Dolomitmergelsteine, kalkig, sandig (Steinmergel), verschieden grau und rotfarben, z. T. mit Gips bzw. Anhydrit in Wechsellagerung                                                                                   | Trias                               | Die Ausweisung des Steilhanges unterhalb der Häuser „Katzenberg“ als Geotop mit der anstehenden Wechsellagerung von grauen und dunkelvioletten Mergelsteinen, geringmächtigen Steinmergellagen und Gipsbänkchen des Unteren Gipskeupers ist durch Hangsicherungsmaßnahmen und gezielte Bepflanzung hinfällig. Die lückenlose Sichtbarkeit des Profils mit dem 5–30 cm mächtigen Leithorizont „Bleiglanzbank“ und den darüber folgenden Mittleren Gipsmergeln sowie der tektonischen Verhältnisse ist durch dichten Bewuchs nicht mehr gegeben. Unter natürlichen Bedingungen wäre, ausgehend von den anstehenden Gesteinen des Unteren Gipskeupers sowie der Geländeposition, eine Entwicklung des Trockenhanges verglichen mit „bad lands“ an der Wachsenburg und der Burg Gleichen bei Wandersleben zu erwarten gewesen. | Erfurt   | Lage |
| EF_287 |      | Herrenberg (Aufschluss Oberer und Mittlerer Muschelkalk)    | Oberer Aufschlussteil: Kalkmergelsteine, weißgrau und dünnplattig-dünnbankig. Unterer Aufschlussteil: Kalksteine, massig, bankig, 5 bis 20 cm, grau, violettgrau und mit Bivalven- und Trochitenschill.                                                        | Trias                               | Am Herrenberg/Stielerstraße sind die Basisschichten des Oberen Muschelkalkes (Trochitenkalk, moT) und der Übergangsbereich zum Mittleren Muschelkalk mit dem Oberen Dolomit (mmDO) aufgeschlossen. Das Geotop vermittelt einen Einblick in den tektonischen Bau des ca. 6 km langen zentralen Teils der herzyniscch (NE-SW) verlaufenden Erfurter Störungszone zwischen dem Kleinen Herrenberg und dem Hahnberg/Wartberg in Erfurt-Südost. In einer halotektonisch ausgelösten und bruchtektonisch überprägten 30–180 m breiten Sattelstruktur treten in deren Kernzone Trochitenkalk (moT) und die Hangendschichten des Mittleren Muschelkalkes (Oberer Dolomit, mmDO bzw. die Obere Wechsellagerung, mmWO) zutage (FRANZKE, SCHUBERT 1987). Die Aufsattelung streicht 123° (NW-SE), das gemessene Schichteinfallen wechselt zw. 60° im mittleren Aufschlussbereich und 90° bis zur Überkippung der Schichten am oberen Rand des Aufschlusses. | Erfurt   | Lage |
| EF_246 |      | Stedtener Wald (Aufschluss Muschelkalk im alten Steinbruch) | Wechsellagerung von grauen dichten und kristallinen Kalksteinen sowie grauen Mergelsteinen und Tonsteinen. | Trias                               | Der Stedtener Wald als solcher war in historischer Zeit bis kurz nach 1945 eine zum Schloss Stedten gehörende Parkanlage und entsprechend gestalterisch verändert. Die Begehung im Juni 2018 im zeitlichen Abstand von 20 Jahren ergab keine geologischen Besonderheiten oder Aufschlüsse im Bereich des hier anstehenden des Oberen Muschelkalks. Es sind keine Voraussetzungen für die Ausweisung eines Geotops vorhanden. Das kleine Waldgebiet ist nach naturschutzfachlichen Gesichtspunkten als GLB geschützt. Am westlichen, oberen Ende des relativ steilen Talhangs mit dichtem Gehölzbestand ist die als Bergborn bezeichnete Schichtquelle mit einem kleinen Bauwerk gefasst. Der Abfluss bildet die nördliche Grenze des Waldgebietes. Der seinerzeit gefundene kleine Erdfall im unteren Teil des Waldgeländes und in relativ geringem Abstand zum Wasserlauf konnte unter den derzeitigen Vegetationsbedingungen nicht gefunden werden. Die beiden langgestreckt N-S verlaufenden Hohlformen im oberen Teil des Waldgeländes sind als Fischteiche angelegt worden. Die hangabwärts parallel dazu vorhandenen Erdwälle sind demgemäß als Aushub zu bewerten. Gegenwärtig ist nur der nördliche Teich wassererfüllt, sein Wasserstand ist durch einen verrohrten Überlauf zum südlichen, jetzt leeren Teich reguliert. Die Speisung erfolgt von der südlich des „Bergborns“ austretenden, nicht gefassten, namenlosen Schichtquelle über einen künstlich angelegten, spitzwinklig zum natürlichen Gefälle verlaufenden schmalen Graben. Dieser Graben durchfließt ca. 100 m vor den „Fischteichen“ auch einen mit ca. 8 × 10 m annähernd runden verlandeten Teich von schätzungsweise 0,75 m Tiefe. Der Erdwall an der hangabwärtigen Seite spricht ebenfalls für eine künstlich angelegte Hohlform. | Erfurt   | Lage |

### Lagerungsverhältnisse/Tektonik
| ID     | Bild | Bezeichnung   | Art | Stratigraphie | Beschreibung | Gemeinde | Lage |
| ------ | ---- | ------------- | --- | ------------- | --- | -------- | ---- |
| EF_248 |      | Haarberggrund | Schaumkalkzone: zwei bis drei z. T. oolithische Arenitbänke mit Mergelkalkzwischenlagen, grau, graubraun, gelb; Oberer Wellenkalk: dünnflasrige knaurige Mergelkalke, grau | Trias         | Der ehemalige Steinbruch im Haarberggrund liegt unmittelbar an einem gekennzeichneten Wanderweg mit Hinweis „Königsquelle“. Der Steinbruch erschließt Teile des Unteren Muschelkalks und ist ein bedeutender Aufschluss bezüglich der tektonischen Vielfalt in der Erfurter Störungszone. Die zahlreichen Falten und Verwerfungen entstanden wahrscheinlich zur Zeit der Oberkreide und zeigen eindrucksvoll die Intensität der Tektonik innerhalb dieser Störungszone, die das südliche Thüringer Becken von Nordwest nach Südost durchzieht. | Erfurt   | Lage |

### Sedimentstrukturen
| ID      | Bild           | Bezeichnung                                                     | Art | Stratigraphie                                             | Beschreibung | Gemeinde | Lage |
| ------- | -------------- | --------------------------------------------------------------- | --- | --------------------------------------------------------- | --- | -------- | ---- |
| EF_267  | weitere Bilder | Aufschluss „Rote Wand“ Gispersleben                             | kmGOR: graue & rote Mergelsteine m. Gipseinlag., im unteren Teil herrschen graue, graugrüne und grüne Farben vor; kmS: mürbe, feinkörnige, rote und graue, z. T. gefleckte Sandsteine, z. T. stark sandige Tonsteine; mit kleinen Verwerfungen durchsetzt       | Trias                                                     | In der annähernd senkrechten westlichen und ca. 15 m hohen Uferböschung der Gera ist mit der „Roten Wand“ über eine Länge von etwa 75 m ein Teilabschnitt des Oberen Gipskeupers (kmGOR) des Mittleren Keupers mit einer Wechsellagerung dominierender roter Tonsteine, denen einzelne dünnbankige graue und graugrüne Mergelsteine sowie hellgraue Steinmergellagen zwischengeschaltet sind, aufgeschlossen. Das Schichtpaket fällt flachwellig mit 5° bis 10° nach NE ein. Im Hangendabschnitt des Aufschlusses sind über der z. T. kryoturbat beeinflussten Verwitterungszone des Mittleren Keupers geringmächtiger Löß (Pleistozän) übergehend in schwarzbraunen Auelehm (Holozän) abgelagert. Der Aufschluss ist Bruthabitat für den Eisvogel unter Schutz gestellt. | Erfurt   | Lage |
| EF_277  |                | Aufschluss Lösswand im Dreienbrunnenpark                        | Löss (Schluff, schwach feinsandig, schwach tonig, ockerfarben, kalkhaltig) | Pleistozän                                                | Der etwa 4 m hohe und ca. 10 m lange Aufschluss ist Teil eines mehrere Meter mächtigen Lößvorkommens am westlichen Gera-Talhang. Verbraunungshorizonte innerhalb des Profils deuten auf ehemalige Bodenbildungen hin, die dann erneut mit Löß überdeckt wurden. Es kann sich dabei sowohl um älteren saalekaltzeitlichen als auch darüber folgenden jüngeren weichselkaltzeitlichen Löß handeln (RAU 1969). Löß ist ein feinkörniges Sediment, das in den glazialen Kaltzeiten durch Auswehung von Ton und Silt aus den weitgehend unbewachsenen Gebieten am Rande der Inlandeismassen entstanden ist. Dieser meist kalkhaltige Staub konnte sich besonders im Windschatten ostexponierter Hänge ablagern, bedeckt aber auch flächig weite Teile des Thüringer Beckens und trägt hier zur Bodenfruchtbarkeit bei.Der Aufschluss ist neben seinem naturschutzfachlichen Wert als Eisvogel – Habitat auch als Geotop hinsichtlich seines geologischen und heimatkundlichen Informationspotenzials von Bedeutung. | Erfurt   | Lage |
| EF_274  |                | Aufschluss Öhlersche Sandgrube am Biel, Windischholzhausen      | nach REICHARDT (1926): helle feine Spatsande (reine Schmelzwassersande), stark ausgewaschen; teils eben, teils kreuzgeschichtet mit einzelnen größeren Blöcken durchsetzt                                                                                       | Elster-Kaltzeit                                           | Die Angaben zur Lage, Petrographie und Sedimentologie sind vor allem aus den Aufzeichnungen von REICHARDT 1926, 1927 entnommen. Eine historische Fotografie findet sich bei SCHMIDT 1956. Die Angaben zur Lage, Petrographie und Sedimentologie sind vor allem aus den Aufzeichnungen von REICHARDT 1926, 1927 entnommen. Eine historische Fotografie findet sich bei SCHMIDT 1956. Nach REICHARDT, 1932, sind hier zu diesem Zeitpunkt bereits seit 20 Jahren elstereiszeitliche „kreuzgeschichtete Schmelzwassersande (Spatsande)“ abgebaut worden. Nach der GK 25 von 1996 dürfte es sich bei dem abgebauten Rohstoff um verwitterte Sandsteine des Unteren Keupers gehandelt haben. Die Sandgrube existiert nicht mehr. | Erfurt   | Lage |
| EF_285  |                | Aufschluss pleistozäne Schotterterrasse an der Gera, Bischleben | Gehängelehm (vermutl. weichselkaltzeitlich); Schwemmlehm mit Wirbeltierfauna (saalekaltztl.); Geraschotter, fluviatil geschichtet (Mittelterrasse) m. solifluidaler Schuttrinne im Schotterkörper (große Muschelkalk- und Keuperblöcke u. -platten m. Gerakies) | Saale-Komplex                                             | Der Aufschluss ist die annähernd senkrechte, um ca. 40–50 m zurückversetzte Restböschung eines von REICHARDT 1932 beschriebenen „Kalkbruches“ am westlichen Talhang der Gera. Die Sedimente sind auf Grund ihrer Höhenlage zwischen 25 m bis 30 m über Gera-Niveau der Unteren Mittelterrasse / Saalekaltzeit zuzuordnen. Die schlecht sortierten Schotter, überwiegend gleich und wesentlich größer als 10 cm, sind durch hellgelbe lehmige „Spatsande“ (REICHARDT 1932) verbacken. Über den Schottern liegt ein 1 m bis 2 m mächtiger Löß. Die relative Standsicherheit des Aufschlussbereichs ist durch den dichten Gehölzbestand ab der Oberkante der Böschung gegeben. Der freiliegende unbewachsene Teil der Böschung ist ca. 8 m hoch und 15 m breit. Durch die nach einem beträchtlichen Hangrutsch erfolgte, ca. 1,6 m hohe Hangsicherung mit Gabionen am Hangfuß ist der Aufschluss als Teilprofil der Unteren Mittelterrasse zu werten. Der Grundstückseigentümer hat seinerzeit die Großgerölle aus überwiegend Muschelkalk und untergeordnet Rhyolith für Bauzwecke geborgen, z. T. verbaut und für später auf dem Grundstück gelagert. Die von REICHARDT oben erwähnte Bezeichnung „Kalkbruch“ könnte sich auf die Gewinnung der Vielzahl von großen Muschelkalkgeröllen beziehen; der Aufschluss ist auf den Abbau von Baumaterial zurückzuführen. Ursprünglich reichte die Böschung (Talhang der Gera) nach Auskunft des Grundstückeigentümers bis auf Höhe der Einfahrt zum Grundstück. | Erfurt   | Lage |
| EF_1623 |                | Geologischer Aufschluss im Gipskeuper Gispersleben              | | Unterer Gipskeuper, Schilfsandstein und Oberer Gipskeuper | Der Aufschluss ist eine ca. 80 m lange und ca. 8 m hohe annähernd senkrechte ehemalige Abbauwand. Im unteren Abschnitt des Aufschlusses steht der hier als Rohstoff für die Ziegelherstellung gewonnene Schilfsandstein (Stuttgart-Formation) mit seiner für dieses Gebiet typischen braunroten Farbe und dunkler Fleckung an. Im oberen Teil der Abbauwand folgen bis zur Grasnarbe stark verwitterte graue bis graugrüne Tonsteine mit mehreren unregelmäßig verlaufenden cm-starken Gipslagen (hier: weißer Fasergips). Diese Abfolge ist der Roten Wand mit Lehrbergschicht zuzuordnen (Oberer Gipskeuper; Weser-Formation) und hier als die sog. Berggipsschichten ausgebildet. Im Aufschluss steht eine für das Thüringer Becken typische Schichtenfolge an | Erfurt   | Lage |
| EF_276  |                | Lösswand am Eselsborn                                           | Lösslehm, Löss (qw'Lo), gelbbraun (Quarz-Illit-Schluff mit Karbonaten und Eisenoxiden) | Quartär                                                   | Die Bezeichnung „Lösswand am Eselsborn“ ist irreführend. Der Quellbereich des Eselsborns liegt talauf in ca. 0,6 km Entfernung wenig westlich des hier auslaufenden Tälchens. Der 2,5 m bis 3 m hohe Talhang („Lößwand“) mit teilweise erkennbarem Löß und steinigem Hangschutt des anstehenden Oberen Muschelkalks von den westlich angrenzenden Feldern war bereits zum Zeitpunkt der Erstbeurteilung unter Strauch- und Baumbewuchs nur teilweise sichtbar und als Aufschluss im Sinne eines Geotops fragwürdig. Der Bewuchs ist aktuell durchgehend sehr hoch und dicht. Die Situation im Mai 2018 bestätigt die frühere Bewertung. | Erfurt   | Lage |

### Fluviatile und gravitative Abtragungs- und Ablagerungsformen
| ID     | Bild | Bezeichnung     | Art | Stratigraphie | Beschreibung | Gemeinde | Lage |
| ------ | ---- | --------------- | --- | ------------- | --- | -------- | ---- |
| EF_286 |      | Egstedter Trift | Wechsellagerung von Sandstein (gelbgrau, dünn- bis dickbankig), untergeordnet Tonstein (dunkelblau, dünnblättrig) und Dolomit (grau). | Trias         | Das in dem natürlichen Wasserriss unmittelbar östlich des Weges Egstedter Trift aufgeschlossene Teilprofil des Unteren Keupers umfasst die Schichtenfolge des Sandsteinkomplexes Sx, eine Wechsellagerung von dick- bis dünnbankigen Sandsteinen, gelbbraun mit geringmächtigen Dolomitbänkchen und einem auffällig dunkelblauem Tonstein im unteren Teil des Profils, dem hangabwärts nochmals dünnbankige Sandsteine folgen. Das von REICHARDT (1932) publizierte geologische Profil km-ku-mo ist in seiner gesamten Erstreckung nur teilweise erhalten. Nach BEUTLER und SCHUBERT (1987) gilt die Schichtenfolge des Unteren Keupers an diesem Standort als Typusprofil für die „Erfurt-Formation“. | Erfurt   | Lage |

### Glaziale und periglaziale Abtragungs- und Ablagerungsformen
| ID      | Bild | Bezeichnung                                                        | Art | Stratigraphie      | Beschreibung | Gemeinde | Lage |
| ------- | ---- | ------------------------------------------------------------------ | --- | ------------------ | --- | -------- | ---- |
| EF_273  |      | Alacher See (Glaziale Ablagerungen an der NW-Ecke)                 | Feinsande (Schmelzwassersande), weißgelb | Elster-Kaltzeit    | Der ehemals an der NW-Ecke des Alacher Sees vorhandene geologische Aufschluss mit glazigenen Sanden existiert nicht mehr. Der Alacher See ist der tiefste Teil am Ende einer NNW–SSE verlaufenden mehrfach gegliederten großräumigen Subrosionssenke im Scheitelbereich der Alacher Höhe. In Nähe der vorbeiführenden Straße sind im Randbereich des Bruchwaldes mehrere kleine runde Einbruchtrichter (Erdfälle ?) von 1 bis 2 m Durchmesser vorhanden. Der rinnenförmige See ist eines der wenigen erhaltenen natürlichen Standgewässer Zentralthüringens. Er wird überwiegend von Niederschlagswasser gespeist. Nach einer älteren topographischen Karte existiert am nördlichen Rand des Sees eine Schichtquelle mit kleinem Einzugsgebiet entsprechend der Umgebungsmorphologie (Hungerquelle). Der Wasserstand des Sees geht in Trockenjahren stark zurück. Der Alacher See hat innerhalb der intensiv genutzten Feldflur einen vielseitigen hohen naturschutzfachlichen Wert als Feuchtbiotop, durch unterschiedliche Standortbedingungen und Bewuchs (Grasland, Hecken-, Baum- und Schilfbestand). Das NSG ist in floristischer und faunistischer Hinsicht nachgewiesener Lebensraum für seltene Arten. | Erfurt   | Lage |
| EF_272  |      | Aufschluss präglaziale Schotter im Thüringer Zoopark am Roten Berg | Kiessande (mG-fG/S, gG',U") in WL mit Fein- und Mittelkiesen, rotbraun ohne oder nur untergeordnet Sand oder Schluffanteil, Geröllbestand vorw. Thür. Wald-Material, ohne nord. Material, im Lieg. schwach ton. Schluffe d. Oberer Gipskeupers (kmGO) | Elster-Frühglazial | Bei dem Aufschluss handelt es sich um die westliche Restböschung einer z. T. wiederverfüllten Kiesgrube auf dem Plateaubereich des Zooparks wenig westlich der Bisonanlage. In der Böschung stehen präglaziale weichselkaltzeitliche Jüngere Grobschotter (Erfurter Phase) eines ehemaligen Geralaufs mit typischer Zusammensetzung aus Gesteinen des Thüringer Waldes und fluviatilen Sedimentstrukturen an. Der Aufschluss mit einer NN-Höhe von ca. 220 m liegt etwa 45 m über dem heutigen Niveau des rezenten Geratals. | Erfurt   | Lage |
| EF_1581 |      | Findling An der Königslinde (Rudolstädter Straße)                  | Granit |                    | Der Fundort des roten Granit-Findlings ist unbekannt. Der Stein wurde 1810 als „Napoleonstein“ neben der historisch bedeutsamen sog. „Königslinde“ aufgestellt. Er erinnert an die unter Napoleon veranlasste Versetzung des Turms der Corpus-Christi-Kapelle vom Petersberg an die Dittelstedter Kirche. | Erfurt   | Lage |
| EF_1578 |      | Findling ega Irisgarten                                            | Granit |                    | Der Findling, auch bekannt als „Schulzgedenkstein“ (REICHARDT 1932), stammt aus dem Teufelstal beim Barkhäuser Turm, unmittelbar östlich der BAB 71, ca. 4,5 km nordöstlich von Erfurt. Es ist ein sog. Blauschimmelgranit in Bezug auf die Blaufärbung der Quarze. Die Maße des Findlings betragen 1,50 m × 1,40 m × 1 m. Im Fundgebiet liegen elsterkaltzeitliche Terrassensedimente über Mittleren Gipsmergeln des Mittleren Keupers. | Erfurt   | Lage |
| EF_1577 |      | Findling Espachstraße                                              | Granit |                    | beschrieben von REICHARDT (1932) | Erfurt   | Lage |
| EF_1580 |      | Findling Nissaer Weg (Schmidtstedter Häuschen)                     | Granit |                    | Der rote Granit-Findling befindet sich noch trotz einiger zwischenzeitlich betrieblich bedingter Verlagerungen wieder in nächster Umgebung seines Fundortes. Nach der GK 25 von 1996 sind für den Umfeldbereich glazifluviatile Ablagerungen Elster 1 ausgewiesen. REICHARDT 1932 erwähnt den Findling im Zusammenhang mit dem Standort des „Pestkreuzes“ am ehem. Pestfriedhof. Der nordöstliche Teil der Staudengärtnerei Steinecke befindet sich auf dem Gelände des ehem. Pestfriedhofs. Der noch vorhandene Sockel des Pestkreuzes liegt wenige Meter außerhalb des Gärtnereigeländes. Jetzt befindet sich der Findling auf einem von der UNB geforderten und extra angelegten Grünstreifen innerhalb der Staudengärtnerei. | Erfurt   | Lage |
| EF_1574 |      | Findling, Frienstedt                                               | Granitgneis |                    | Der aus rotem Granitgneis bestehende Findling südlich Frienstedt gegenüber der Gaststätte "Fürstenhof" steht als Denkmal (Gedenkstein) auf einem gemauerten Sockel. Die Inschrift "Wilhelm II. und Auguste Viktoria – 14. September 1891 – erinnert offensichtlich an ein historisches Ereignis. Die an anderer Seite angebrachten Jahreszahlen lauten 1813 und 1913. Der Fundort des Findlings ist unbekannt. Die GK 25 Nr. 5031 (1998) weist im näheren Umfeld des Standortes keine eiszeitlichen Ablagerungen aus, so dass davon ausgegangen werden kann, dass er nicht aus der Nähe stammt. | Erfurt   | Lage |
| EF_1575 |      | Findling, Niedernissa                                              | Granit |                    | Der Findling, ein roter Granit, soll nach Befragung aus einer nicht näher bezeichneten Baugrube in Niedernissa geborgen worden sein. Nach der GK 25 Erfurt 5032, 1996, könnte er aus der kartierten Endmoräne mit Blockpackungen (Elster 1) am SE-Rand von Niedernissa stammen. Er wurde zuerst am Lindenanger neben dem Pfingstgraben in der Ortsmitte von Niedernissa platziert. Später erfolgte die Verlagerung des Steins auf die gegenüberliegende Straßenseite und die Umgestaltung als Denkmal mit Aufschrift. | Erfurt   | Lage |
| EF_1583 |      | Findling, Schaderode                                               | Granit |                    | Dieser Granitfindling war um 1950 in der Feldflur südlich Schaderode ausgepflügt worden. Nach mehrfachem Standortwechsel steht er geschützt unter einer Hecke im Vorgarten des Grundstücks Im Schaderoder Grund 24. | Erfurt   | Lage |
| EF_1579 |      | Findling, Spielplatz, ega                                          | Granit |                    | Der von der UNB als ND ausgewiesene Granit-Findling liegt unmittelbar neben der den Spielplatz an der Südseite begrenzenden Pergola auf der Seite zum „Grünen Klassenzimmer“. Er hat etwa die Maße 0,40 × 0,50 × 0,30 und liegt unauffällig innerhalb der Bepflanzung am Rande einer Rabatte. Die Herkunft des relativ kleinen Steins ist unbekannt. Eine mehrfache Verlagerung im Rahmen von gärtnerischen und baulichen Änderungen im Bereich des Spielplatzes ist nicht auszuschließen | Erfurt   | Lage |
| EF_1584 |      | Findling, Steigerwald / Hubertus                                   | Braunkohlenquarzit |                    | Der 1,20 m × 0,40 m in der Höhe und 0,70 m in der Breite große Findling aus Braunkohlenquarzit soll nach REICHARDT 1932 noch an seinem ursprünglichen Fundort liegen. Seine Höhenlage auf etwa 315 m ist ein Indiz für das Ausmaß der Inlandvereisung in der Elsterkaltzeit im Bereich des Steigersattels. | Erfurt   | Lage |
| EF_1576 |      | Findling, Winzerstraße/Wartburgstraße                              | Granitgneis |                    | Der 1926 auf einem Postament aufgestellte Findling soll nach REICHARDT 1932 auf dem Gelände der „Hochheimer Cyriaksstraße Nr. 7“ aus der Unteren saalekaltzeitlichen Mittelterrasse der Gera in unmittelbarer Nähe seines derzeitigen Standortes geborgen worden sein. Es handelt sich um einen gneisartigen, rötlichen Granit-Findling mit einer Größe von 1,20 m × 0,84 m × 0,85 m. Der Findling ist eine Station des von der UNB Erfurt eingerichteten Geo-Pfades vom Luisenpark zur Fuchsfarm im Steiger Erfurt. Eine Informationstafel ist vorhanden. | Erfurt   | Lage |
| EF_1582 |      | Findlinge, Sulzer Siedlung                                         | Granit |                    | Die im Vorgarten des Privatgrundstücks in der Erfurter Sulzer Siedlung, Nödaer Weg 3 platzierten drei Findlinge (Granit, 2× rot, 1× grau) sind m Zuge der Erweiterung der damaligen Mülldeponie vom Roten Berg hierher verbracht worden. Die als „Hexensteine“ bekannten Granitblöcke sollen auf dem nördlichen Plateaubereich des Roten Berges zur Kennzeichnung von Gemarkungsgrenzen gedient haben. Aus geologischer Sicht ist auch dieser Standort in Frage zu stellen. | Erfurt   | Lage |
| EF_1586 |      | Findlingsgruppe Kerspleben                                         | Granitgneis, Granit, Granit mit Aplitgang, Granitgneis mit Pegmatit |                    | Es handelt sich um eine attraktive Gruppe von fünf Geschieben der Elsterkaltzeit, sog. Findlingen, die wahrscheinlich aus der Umgebung von Kerspleben stammen. Im Einzelnen handelt es sich um Granitgneis mit Pegmatit 200 × 150 × 150 cm, Granitgneis 120 × 100 × 90 cm, Granit 80 × 80 × 50 cm, Granit 60 × 40 × 30 cm, Granit mit Aplitgang 100 × 80 × 70 cm. Der größte Findling ist auf der Vorderseite mit einer Gedenkinschrift versehen. | Erfurt   | Lage |

### Lösungsbedingte Abtragungs- und Ablagerungsformen
| ID      | Bild | Bezeichnung                               | Art | Stratigraphie | Beschreibung | Gemeinde | Lage |
| ------- | ---- | ----------------------------------------- | --- | ------------- | --- | -------- | ---- |
| EF_1591 |      | Erdfall Dreibatzenloch                    | | Trias         | Das Dreibatzenloch ist das Ergebnis der permanent ablaufenden Verkarstung der im Bereich des Steigersattels anstehenden Gesteine des Oberen Muschelkalks und der Salinarabfolgen des darunter folgenden Mittleren Muschelkalks (Anhydrit- und Gipsstein sowie Steinsalz). Die Größe eines Erdfalls ist ein Indiz für die Ausmaße der Karsthohlräume im Untergrund. Dieser Erdfall hat relativ steile Wände und einen oberen Durchmesser von ca. 50 m. Die in etwa 3 m Tiefe vorhandene Wasserfläche hat einen Durchmesser von ca. 25 m. Der Pflanzenwuchs innerhalb der Wasserfläche deutet auf eine ständige Wasserführung hin. | Erfurt   | Lage |
| EF_1592 |      | Erdfall Großer Waldhausteich              | | Quartär       | Der bewaldete Höhenzug des Steigers ist eine flache, ungefähr dem heutigen Oberflächenrelief folgende Aufwölbung. Unter Restmächtigkeiten der Gesteine des Unteren Keupers folgen die Kalksteinabfolgen des Oberen Muschelkalks sowie ab etwa 70 m Tiefe des Mittleren Muschelkalks mit seinen Salinarbestandteilen (Anhydrit- und Gipsstein, Steinsalz). Sicker- und Grundwasser bedingen die Ablaugung dieser gut wasserlöslichen Gesteinsabfolgen. Erdfälle und Senken können sich dann als typische Erscheinungsformen des Zusammenbruchs untertägiger Karsthohlräume herausbilden. Der Große Waldhausteich ist ein typisches Beispiel für diese im Steigergewölbe ablaufenden Vorgänge. Seine Wasserfläche beträgt unterhalb des flachen Ufers etwa 50 m × 40 m. Kleine Schilfinseln bedecken teilweise den Uferrand und die Wasserfläche. | Erfurt   | Lage |
| EF_1593 |      | Erdfall Kleiner Waldhausteich             | | Pleistozän    | Der bewaldete Höhenzug des Steigers ist eine flache, ungefähr dem heutigen Oberflächenrelief folgende Aufwölbung. Unter Restmächtigkeiten der Gesteine des Unteren Keupers folgen die Kalksteinabfolgen des Oberen Muschelkalks sowie ab etwa 70 m Tiefe des Mittleren Muschelkalks mit seinen Salinarbestandteilen (Anhydrit- und Gipsstein, Steinsalz). Sicker- und Grundwasser bedingen die Ablaugung dieser gut wasserlöslichen Gesteinsabfolgen. Erdfälle und Senken können sich dann als typische Erscheinungsformen des Zusammenbruchs untertägiger Karsthohlräume herausbilden. Der Kleine Waldhausteich ist ein typisches Beispiel für die im Untergrund ablaufenden Vorgänge. Die ehemalige Doline hat eine runde Form mit einem Durchmesser von etwa 50 m und einer Wasserfläche von etwa 40 m Durchmesser. Der Uferrand ist flach geneigt und hat im südwestlichen Bereich frische Abbrüche. Vom Erscheinungsbild her ein typischer Erdfall. | Erfurt   | Lage |
| EF_1590 |      | Erdfall Schuckelteich                     | | Trias         | Der Erdfall Schuckelteich befindet sich an der NE-Flanke des Steigersattels im Verbreitungsgebiet der Kalk-, Kalkmergel- und Tonsteine des Oberen Muschelkalks und ist in seiner Entstehung die Folge der flächenhaft im Untergrund aktiven Auslaugung der Salinarbestandteile (Gips/Anhydrit, Steinsalz) des hier ab ca. 50 m u. Gel. anstehenden Mittleren Muschelkalks. Begünstigt werden die Auslaugungsvorgänge durch die Nähe der den Steigersattel begleitenden Erfurter Störungszone, die zu einer Zerrüttung und erhöhten Wasserdurchlässigkeit der Gesteinsverbände geführt hat. Übersteigt die Größe der im Untergrund entstandenen Karsthohlräume die Tragfähigkeit der darüber lagernden Schichten, brechen diese ein. Das Ergebnis dieser Einstürze sind die im Steigergebiet vorhandenen Erdfälle und weitspannigen Senken (Dolinen). Der wassergefüllte Erdfall Schuckelteich hat einen Durchmesser von etwa 40 m und eine kleine Insel mit Baumbestand. | Erfurt   | Lage |
| EF_1602 |      | Erdfallgebiet im Hochheimer Holz          | |               | Im mittleren Bereich des Steilhanges sind in etwa gleicher Höhe auf einer Länge um 150 und einer Hangbreite um ca. 50 m mehrere sehr flache runde Einsenkungen von überwiegend nur 1 m Durchmesser vorhanden; max. 2 m und maximaler Tiefe von 0,5 m vorhanden. Unterhalb dieses „Dellen“-Bereichs fallen im Hang ab etwa 250 m NN (GPS) schräg abwärts verlaufende flache schmale Gräben auf, die nicht den Charakter von Wegen haben. Zusammenfassend kann vermutet werden, dass es sich im „Erdfallgebiet Hochheimer Holz“ um Subrosionsformen im Anfangsstadium der Entwicklung im anstehenden Muschelkalk handeln könnte. Eine Geotop – Ausweisung für das „Erdfallgebiet“ mit den kaum erkennbaren Einsenkungen wird nicht empfohlen. | Erfurt   | Lage |
| EF_1604 |      | Karsterscheinungen im Hopfengrund         | | Trias         | Der ca. 1 km lange in Süd-Nord-Richtung bis Parkplatz Silberhütte verlaufende Hopfengrund im Westteil des Steigersattels ist überwiegend ein Trockental mit relativ steilen Talhängen und einer Vielzahl von Subrosionsformen. Der Silberhüttengraben, als Vorfluter des Hopfengrundes, versinkt bereits am oberen, südlichen Beginn des Hopfengrundes im anstehenden Oberen Muschelkalk und dürfte nur bei extremen Niederschlagssituationen im Hopfengrund Richtung Silberhütte und Geratal oberirdisch sichtbar sein. Als übertägig sichtbare Subrosionsformen: abschnittsweise unregelmäßig bis zu einem Meter eingetieftes Bachprofil über die gesamte Länge des Hopfengrundes, Verzweigung des Bachlaufs, unregelmäßige Aufweitungen des Abflußprofils, kleine trichterförmige Einsenkungen bis zu 1 m Tiefe im gesamten Talgrund und Rissbildungen am West- und Osthang des Hopfengrundes zwischen 5 und 20 m Länge. Der „Erdfall Hopfengrund“, etwa 250 m talauf vom Parkplatz Silberhütte entfernt, ist ein unregelmäßig geformter ca. 20 m langer und bis zu 5 m tiefer Einbruch mit Aufweitungen des Bachprofils zwischen 5 m und 15 m (keine klassische Erdfallform). Die steile bis senkrechte Westseite des „Erdfalls“ weist auf frischen Nachbruch hin. Die bis in den Mittleren Muschelkalk reichenden aktiven Auslaugungsprozesse in diesem Bereich des Steigersattels begünstigen die Zunahme von Subrosionsformen im Hopfengrund. Bemerkenswert ist nicht so sehr der „Erdfall Hopfengrund“ als Einzelform, sondern vielmehr der Hopfengrund mit seiner Vielfalt an Subrosionsformen und stetigen Veränderung. | Erfurt   | Lage |
| EF_279  |      | Karsterscheinungen im Weißbachthal        | (moC): Wechsellagerung von kristallinen Kalksteinen (Arenite) mit Zweischalenbruchschill, dichten Kalksteinen (Lutite) und Mergelsteinen. | Trias         | Das Weißbachtal trennt die SW–NE verlaufenden geologischen Strukturen Alacher Höhe im Süden und Fahner Höhe im Norden. Vom Kammbereich der Fahner Höhe im Raum Bienstedt kommend senkt sich das Weißbachtal zwischen westlichem Ortsrand Töttelstedt und Tiefthal auf 4,6 km Länge um ca. 100 m ein. "Schaderodaer Grund" ist eine lokal zutreffende Bezeichnung im mittleren Abschnitt des Weißbachtals. Bis zum Ortsbeginn von Tiefthal verläuft das Weißbachtal über den Ausstrich der Ceratitenschichten des Oberen Muschelkalks (moC). Eine Vielzahl von Verkarstungserscheinungen sind die Folge der im Scheitelbereich von Alacher und Fahner Höhe bis in den Mittleren Muschelkalk reichenden Ab- und Auslaugung der Salinarbestandteile (Gips/Anhydrit, Steinsalz) des Mittleren Muschelkalks: tiefe benannte Eintalungen (Großer und Kleiner Orphaler Grund, Eselshöhle, Lange Höhle) und mehrere unbenannte, überwiegend trockene schmale und tiefe Wasserrisse strukturieren zwischen Töttelstedt und Tiefthal besonders den südlichen Talhang. In Fortsetzung der weiträumigen Subrosionssenke um den Alacher See ist in NNE-licher Richtung ca. 0,7 km östlich Töttelstedt mit Gefälle zum Weißbachtal hin eine ebenso weiträumige Subrosionssenke mit der „Rabenquelle“ ausgebildet. Der Weißbach versinkt in Abhängigkeit von seiner Wasserführung mehr oder weniger in den Untergrund und tritt mit unterschiedlich hohem Abfluss wieder zutage. Eine ständig zu beobachtende „Bachschwinde“ befindet sich auf Höhe der Grundmühle. Mehrere aneinander gereihte flache Erdfälle von 2–5 m Durchmesser sind im Unterholz im unteren Bereich des Talhangs von Schaderode her vorhanden (R 44 24 590 H 56 53 730). Im oberen nördlichen Hangbereich des Großen Orphaler Grunds weisen ab Peterholz über ca. 150 m Länge kleinere girlandenartig angeordnete, zum Talgrund hin offene Einsenkungen (T um 1 m, Ø 2–3 m) auf die Verkarstungsvorgänge hin (Standort R 44 23 018 H 56 54 121).                                                    | Erfurt   | Lage |
| EF_289  |      | Peterbachtal (Karsterscheinungen)         | Kalksteine, Mergelsteine, Tonsteine, grau, plattig-bankig                                                                                 | Trias         | Der Peterbach ist ein aus vier Quellgebieten am Obernissaer Sattel gespeister Vorfluter, der nach ca. 7,5 km Länge in das Linderbachtal mündet. Auf ca. 4,5 km verläuft das Peterbachtal auf Höhe der Ortslage Rhoda bis Büßleben durch das Verbreitungsgebiet des anstehenden Oberen Muschelkalks. Die lösungsfähigen Gesteine des unterlagernden Mittleren Muschelkalks haben zu einer Vielzahl von Verkarstungsformen im Kleinformat geführt: Karsthohlräume im Untergrund bedingen eine Vielzahl Bachschwinden, so dass in dem meist flachen Bachbett nur streckenweise eine Wasserführung zu beobachten ist (z. B. bei R 44 38 430 H 56 46 608 und R 44 38 730 H 56 46 220). Von Rhoda bis Büßleben wechselt daher die Tiefe des Bachbettes auf kurze Entfernung im Zusammenhang mit den Versinkungsbereichen. In Abhängigkeit vom Niederschlagsgeschehen ist der Peterbach kurzzeitig durchgängig wasserführend. Mit Beginn der Verflachung des Talbereichs ist ein ca. 2,5 m bis 3 m tiefer trockener Erdfall von ca. 10 m × 5 m Breite im ebenfalls trockenen Bachbett vorhanden (R 44 38 297 H 56 46 700). Der seinerzeit im Bachbett sichtbare fleischrote Findling (Altfoto) wurde am 07.05.18 nicht gefunden. Hinsichtlich der Bewertung des Peterbachtals als Geotop erfolgt keine Empfehlung zur Ausweisung. Die Karsterscheinungen sind in ihrem Erscheinungsbild zwar typisch, aber nicht von einem solchen Ausmaß, dass sie über die geologische Aufnahme hinaus von größerer Bedeutung wären. Das in der Altunterlage mit Koordinaten ausgewiesene ND ist ein Einzelbaum (Esche). Eine Unterschutzstellung des Peterbachtales als GLB hinsichtlich seines naturbelassenen Erscheinungsbilds in der Gesamtheit von Flora, Fauna und Geologie ist diskussionswürdig. Das Peterbachtal ist zwischen Büßleben und Rhoda durch zwei Wege erschlossen: bachbegleitend innerhalb des Gehölzbestandes mit Angabe von zwei Wanderrouten (Brücke über den Peterbach = R 44 38 926 H 56 46 175) und randlich außerhalb der Gehölze auf der SW-Seite. | Erfurt   | Lage |
| EF_1603 |      | Subrosionssenke Haibacher (Heubacher) See | | Trias         | Der Haibacher See ist eine Subrosionssenke im Scheitelbereich der Fahner Höhe-Aufwölbung im Verbreitungsgebiet des Oberen Muschelkalks mit tief bis in den Mittleren Muschelkalk reichender Verkarstung. Mehrere Vernässungsstellen in der umgebenden Feldflur deuten auf die andauernde Verkarstung des Untergrundes hin. Die Subrosionssenke hat einen Durchmesser von ca. 150 m und im östlichen Teil eine Tiefe um 2 m. Sie ist in 11/2017 trocken, grasbewachsen mit beginnender Verbuschung. Am Ostrand ist eine erdfallähnliche Bruchkante ausgebildet. Nach Westen läuft die Senke bis in den Bereich des angrenzenden zum GLB gehörenden Gehölzes flach aus. Das Umfeld des Heubacher Sees wird landwirtschaftlich genutzt. | Erfurt   | Lage |

### Verwitterungsformen
| ID     | Bild | Bezeichnung                | Art | Stratigraphie | Beschreibung | Gemeinde | Lage |
| ------ | ---- | -------------------------- | --- | ------------- | --- | -------- | ---- |
| EF_288 |      | Kuppe Kippelhorn, Tiefthal | Heldburggips (Gips mit dünnen Lagen Mergelsteinen und Fasergips), Bunte Mergel (Mergelsteine m. 2 Sandsteinbänkchen, Gipsresiduen, Steinmergelbänken), Lehrbergschicht (2 dicht-poröse Steinmergelbänkchen m. Promathilda theodorii BERG u. vereinz. Malachit) | Trias         | Das Kippelhorn ist ein isoliert aufragender, annähernd runder Hügel mit einer Kappe aus Gips, der die flachwellige, ackerbaulich genutzte Umgebung um ca. 30 m überragt. Er ist einer der in herzynischer Richtung angeordneten Gipskeuperhügel, die über 5 km parallel zur Nordostseite der Fahner Höhe anzutreffen sind. Auf dem kleinen unregelmäßig gegliederten Plateaubereich des Kippelhorns steht unter der Grasnarbe unreiner kleinknaueriger weißer Gips an, der durch höhenmäßigen Niveauvergleich mit der benachbarten Schwellenburg der bunten Mergelstein-Gips-Wechsellagerung der Heldburggipsmergel (kmGOB) zugeordnet werden kann. Der weithin sichtbare Hohlraum im Gips an der SW-Seite unmittelbar unterhalb des Plateaus ist durch Grabung entstanden, Länge ca. 3 m, Höhe von 0,9 bis 0,2 m abnehmend. Das Kippelhorn trägt einen Trocken- und Halbtrockenrasen, der zusammen mit den angrenzenden mageren Ackerstandorten und dem benachbarten Hühnerbiel (gleiche geologische Situation) mit dem Status GLB unter gemeinsamen Schutz gestellt wurde. | Erfurt   | Lage |

### Seen und Moorbildungen
| ID      | Bild | Bezeichnung                            | Art                                                            | Stratigraphie     | Beschreibung | Gemeinde | Lage |
| ------- | ---- | -------------------------------------- | -------------------------------------------------------------- | ----------------- | --- | -------- | ---- |
| EF_1601 |      | Hangquellmoor Lohfinkensee bei Egstedt |                                                                |                   | Es handelt sich um einen älteren ca. 3 m tiefen, trockenen Erdfall mit ca. 80 Jahre altem Baumbestand innerhalb und randlich des Erdfalls. In SW-NE-Richtung ist der Erdfall ca. 30 m lang, nach SW bezüglich der Tiefe auslaufend, die Breite beträgt ca. 25 m. Ein unmittelbar am Westrand des Erdfalls verlaufender schmaler Graben mit Wasserführung wies am 03.05.18 keinen Zusammenhang mit dem Erdfall auf. Die am benachbarten Waldrand vorhandene Tafel „GLB“ bezieht den Erdfall nicht ein. Eine als „Hangquellmoor“ zu deutende Vernässung war am 03.05.2018 im Umfeld der angegebenen Koordinaten (mit Getreide bestellte Felder) nicht zu beobachten. | Erfurt   | Lage |
| EF_185  |      | Salzwiesen Louisenhall                 | Tonmergelsteine mit Gips- und örtlich Steinsalzeinschaltungen. | Graue Steinmergel | Die teils verschilften Salzwiesen im Stotternheimer Bruch befinden sich unmittelbar westlich des Geländes der ehemaligen Saline Louisenhall (1830–1943). Die Saline förderte Sole aus dem Steinsalzlager des Mittleren Muschelkalks und nutzte sie unter anderem für Badezwecke. In den Salzwiesen tritt schwach salzhaltiges Grundwasser im Verbreitungsgebiet des Unteren Gipskeupers zutage. Die Auswertung der Schichtenverzeichnisse der zwischen 330 m und 343 m tiefen Solebohrungen I bis IV lässt anhand des teufenmäßigen Versatzes der Schichtenfolgen um 14 m zwischen B I und B II eine Störung als Ursache des Salzwasseraufstiegs vermuten. Die Bohrungen sind untereinander zwischen 60 m und 80 m entfernt abgeteuft worden. Die „Salzquellen“ wurden im Jahre 1775 bei Sucharbeiten nach Torf im Stotternheimer Bruch entdeckt (BARTL 2008). Nach ersten erfolglosen Bohrversuchen ab 1783 nach Sole, förderten erst die im Zeitraum 1829 bis 1883 geteuften Bohrungen Sole aus dem Steinsalzlager des Mittleren Muschelkalks. Die geologisch bedingte Versalzung des oberflächennahen Grundwassers hat zur natürlichen Ansiedlung salzliebender und salztolerierender Pflanzen in einem begrenzten Raum geführt. | Erfurt   | Lage |

### Denkstein
| ID      | Bild | Bezeichnung                                       | Art    | Stratigraphie | Beschreibung | Gemeinde | Lage |
| ------- | ---- | ------------------------------------------------- | ------ | ------------- | --- | -------- | ---- |
| EF_1585 |      | Findling, Gartenbaumuseum, ega (Eiszeitdenkstein) | Granit |               | Ein kleiner rötlicher Granit-Findling aus der Flur Witterda krönt den sog. Eiszeitdenkstein. An der Vorderseite des Dioritsockels ist eine Metalltafel mit einer Info zur Inlandvereisung in Deutschland angebracht. | Erfurt   | Lage |